# Voskoň
Voskoň (Ceroxylon) je rod palem, rozšířený v počtu 13 druhů výhradně v jihoamerických Andách od Venezuely po Bolívii. Ceroxylon parvifrons se vyskytuje v nadmořských výškách až 3600 metrů, což je mezi palmami rekord. Voskoně jsou vysoké dvoudomé palmy se zpeřenými listy a štíhlým kmenem. Druh Ceroxylon quindiuense dorůstá až 65 metrů a je nejvyšší palmou na světě.
Voskoně jsou ekologicky významnou složkou severoandských horských ekosystémů. V minulosti byl z těchto palem získáván vosk k výrobě svic. Listy mají ozdobný a rituální význam při domorodých slavnostech, dřevo je lokálně využíváno ve stavebnictví. Využití mají i plody a listy některých druhů.

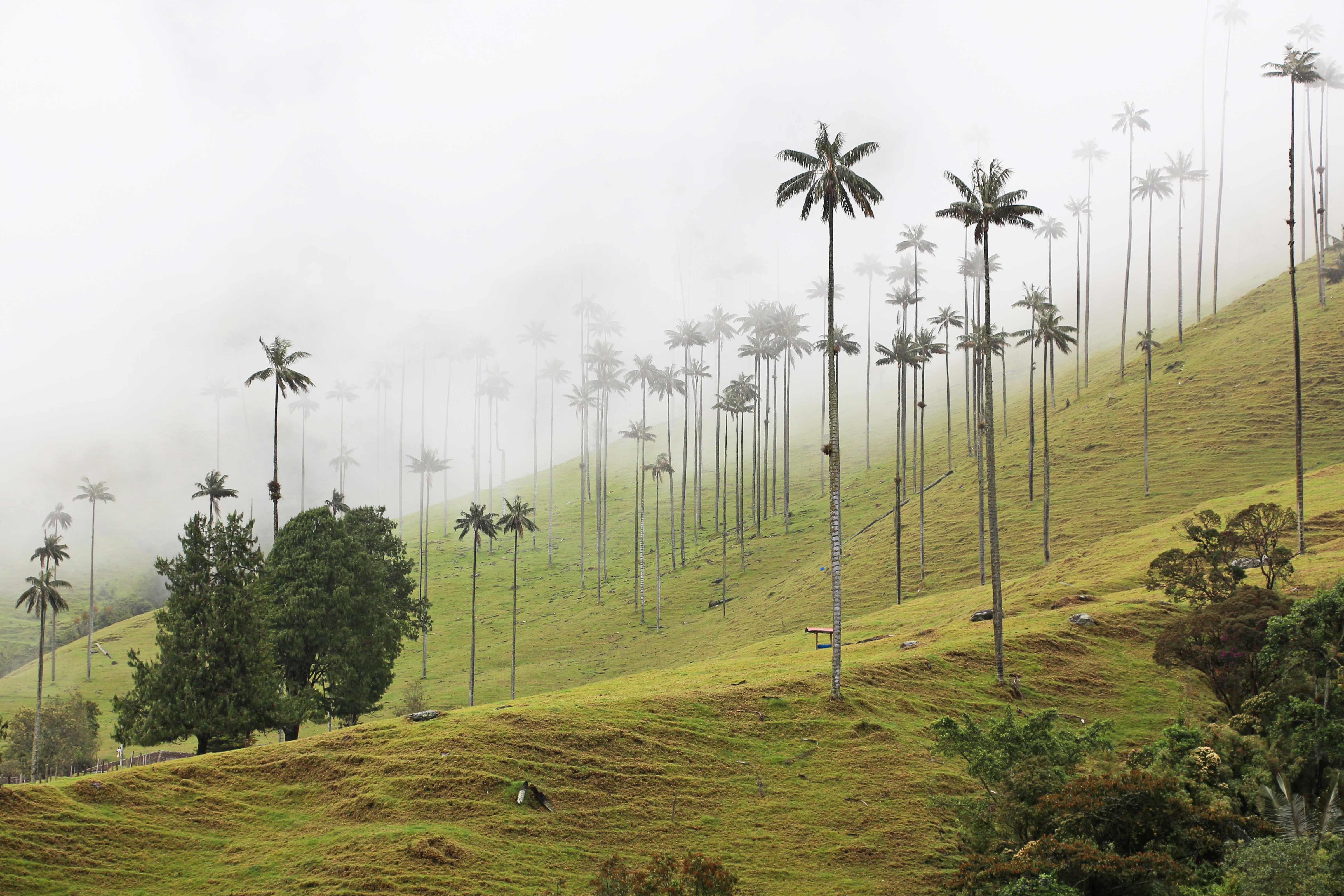
Porost Ceroxylon quindiuense v kolumbijských Andách

## Popis
Voskoně jsou dvoudomé, jednokmenné, beztrnné, solitérně rostoucí palmy. Nejvyšším druhem je Ceroxylon quindiuense, který dorůstá výšky 50 až 60 metrů (výjimečně i přes 65 metrů) a je nejvyšší palmou na světě. Kmen bývá hladký, s vystouplými listovými jizvami a obvykle s voskovým povlakem. Listy zpeřené, na líci zpravidla leskle zelené, na rubu pokryté voskovou vrstvou a šupinkatými trichomy. Úkrojky listů jsou jednožilné, reduplikátní, jednoduše přeložené, podél hlavního žebra listu pravidelně rozložené nebo shloučené do shluků.
Velká květenství vyrůstají jednotlivě na dlouhé stopce v úžlabí listů a jsou 3x až 4x větvená, podepřená velkým listenem.
Květy jsou jednopohlavné, stopkaté, se 3 kališními lístky srostlými v nízkou laločnatou misku. V samčích květech je 6 až 15 (až 17) tyčinek. Semeník samičích květů je vejcovitý a obsahuje 3 komůrky, v průběhu vývoje květu však zpravidla 2 z nich zakrňují a zůstává jedna fertilní komůrka s jediným vajíčkem. Blizny jsou 3.
Plody jsou červené, oranžové nebo za zralosti až purpurově černé, kulovité, obvykle jednosemenné, při bázi se zbytky blizen. Dužnina (mezokarp) je dužnatá a málo vláknitá, pecka (endokarp) tenkostěnná a nepřiléhající ke kulovitému semeni.

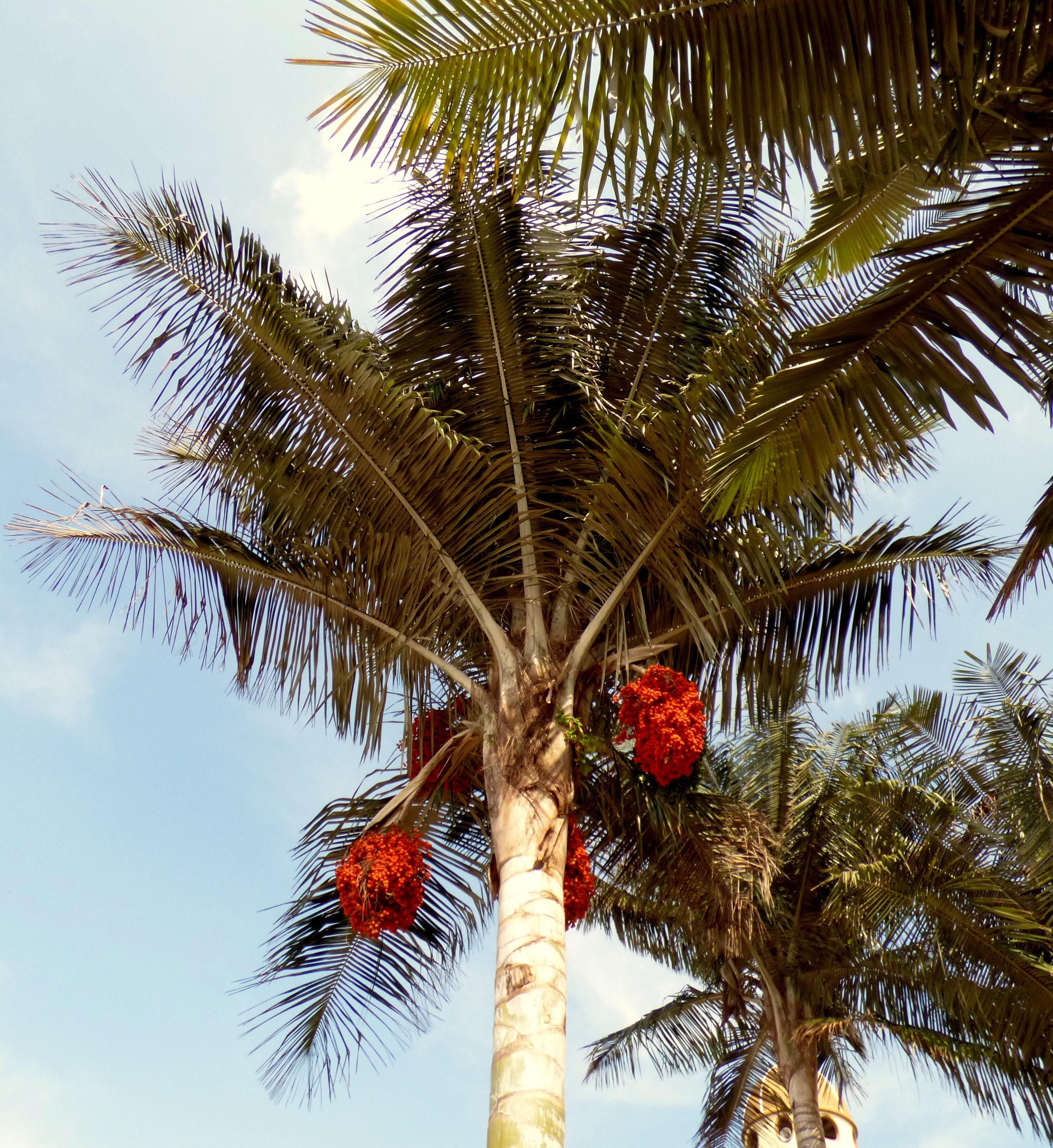
Ceroxylon alpinum s plody
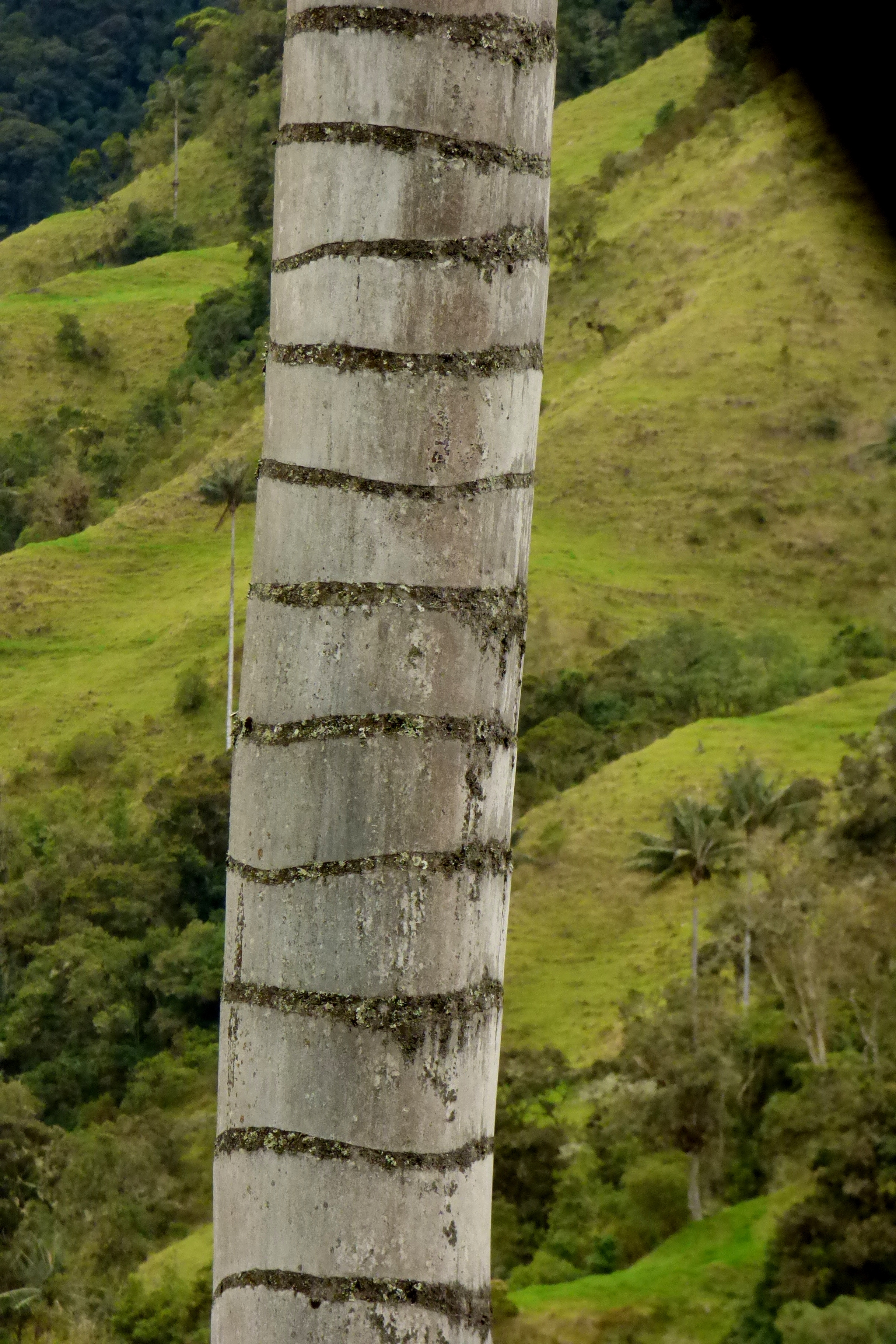
Detail kmene Ceroxylon quindiuense
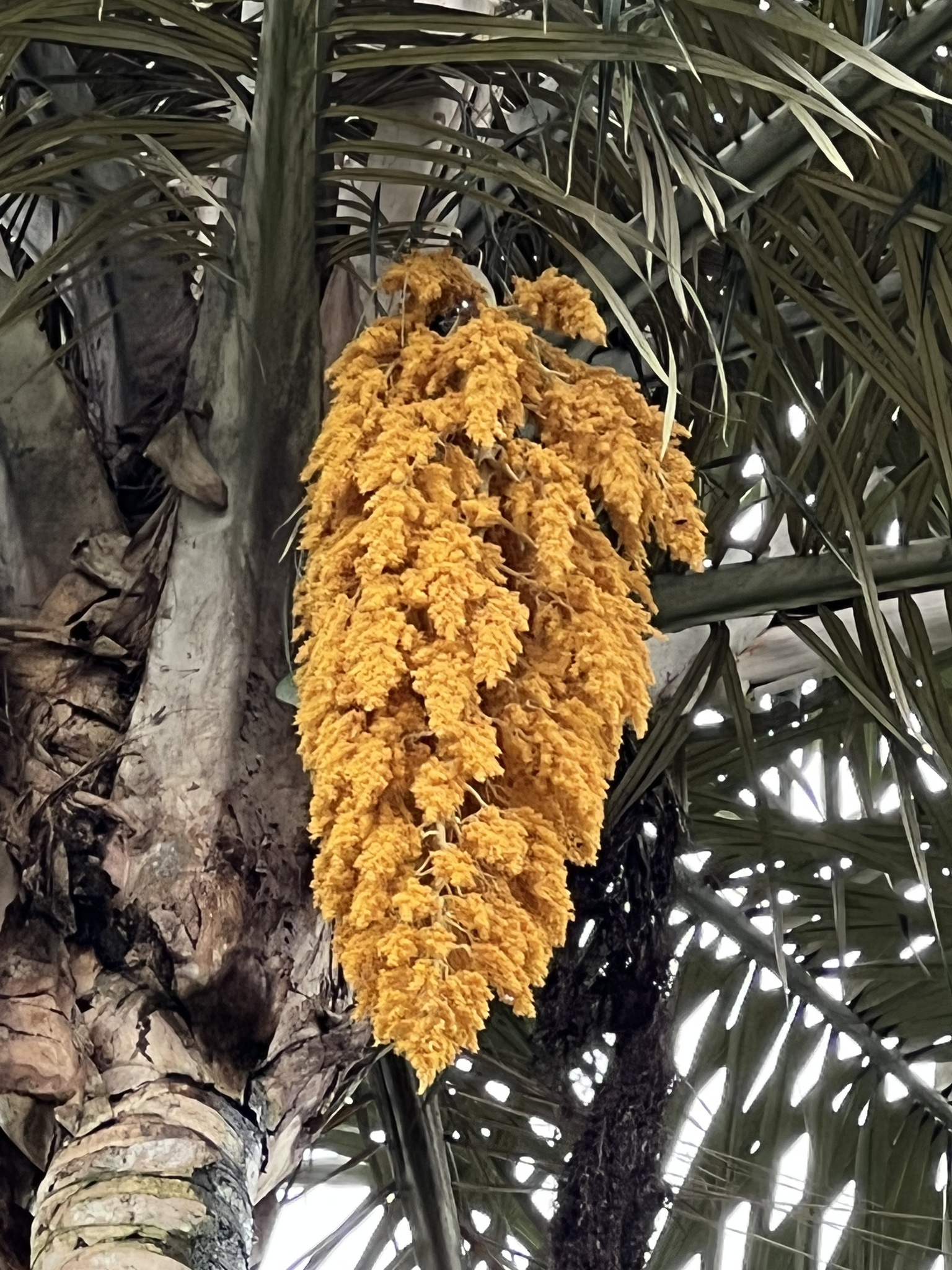
Květenství Ceroxylon sasaimae

## Rozšíření
Rod voskoň zahrnuje celkem 13 druhů, rozšířených výhradně v jihoamerických Andách. Areál sahá od pohoří Cordillera de la Costa v severní Venezuele přes Kolumbii, Ekvádor, Peru až po region Cochabamba v Bolívii. Vyskytují se na východních i západních andských svazích a ve vnitroandských údolích v nadmořských výškách od 900 do 3500 metrů. Většina druhů roste v horských mlžných lesích v nadmořských výškách od 2000 do 2500 metrů. Ceroxylon andicola tvoří v Kolumbii dominantní složku tzv. palmových horských mlžných lesů v nadmořských výškách 2300 až 2500 matrů. Ceroxylon parvifrons dosahuje v ekvádorských Andách až okolo 3600 m (některé zdroje uvádějí i 4000 metrů), což je mezi palmami rekordní nadmořská výška. Roste zde nad hranicí lesa v biotopu známém jako páramo.

## Ekologické interakce

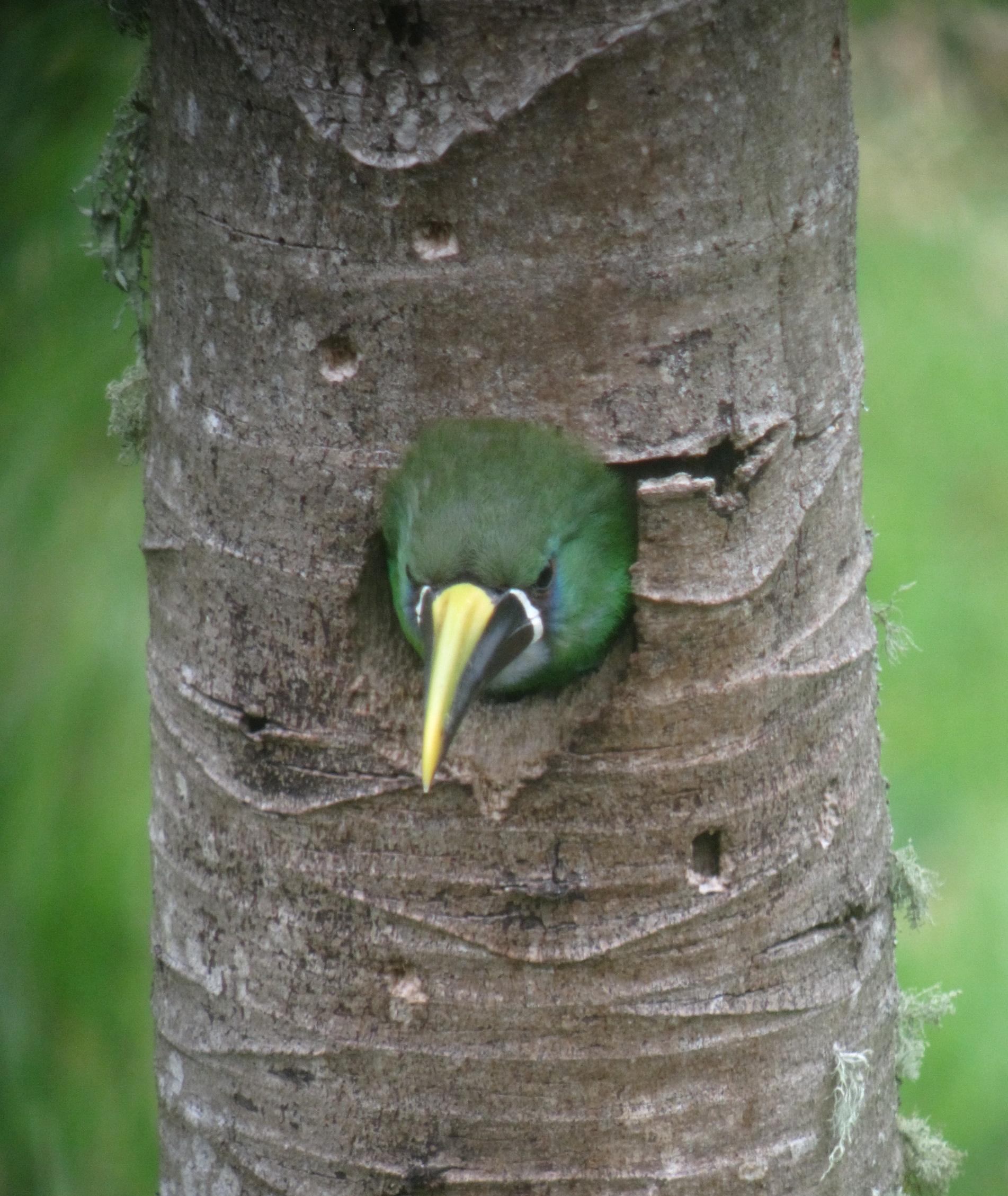
Arassari Aulacorhynchus albivitta hnízdící v dutině palmy

O opylování voskoní není dispozici mnoho informací. Hlavními opylovači jsou zřejmě drobní brouci rodu Mystrops z čeledi lesknáčkovití (Nitidulidae). Na samčích květech Ceroxylon parvifrons byla zjištěna hojná přítomnost brouků z čeledi bradavičníkovití (Melyridae). Květy Ceroxylon ceriferum jsou podle některých údajů opylovány větrem.
Semena voskoní šíří zejména plodožraví ptáci.
Plody Ceroxylon alpinum se živí zejména guan modrolící (Chamaepetes goudotii), kvesal zlatohlavý (Pharomachrus auriceps), momot černolící (Momotus momota), arassari rudokostřecový (Aulacorhynchus haematopygus), arassari smaragdový (Aulacorhynchus prasinus), vyhledává je také netopýr listonos plodožravý (Artibeus jamaicensis) a celá řada dalších ptačích druhů. Plody Ceroxylon quindiuense vyhledávají různí drozdi, arassari smaragdový, sojka zelenavá (Cyanocorax yncas), různí papoušci jako amazónek modrokřídlý (Hapalopsittaca fuertesi) a amazónek rezavý (Hapalopsittaca amazonina). Těsnou potravní vazbu s tímto druhem palmy má kriticky ohrožený arara žlutouchý (Ognorhynchus icterotis). Významným druhem pro ekosystém v severní části And je Ceroxylon ceriferum. Odumřelé kmeny využívá řada ptačích druhů ke hnízdění, jmenovitě papoušci pyrura zelenavý (Pyrrhura viridicata) a aratinga skvrnitý (Aratinga wagleri), dále rovněž klouzálek velkozobý (Xiphocolaptes promeropirhynchus). Plody této palmy se živí arassari smaragdový, arassari modrolící (Aulacorhynchus sulcatus), guan modrolící a kvesal lesklý (Pharomachrus fulgidus).
Voskoně poskytují v Andách potravu také medvědu brýlatému (Tremarctos ornatus). Medvědi šplhají na vrcholky palem a vyžírají jejich růstový vrchol.

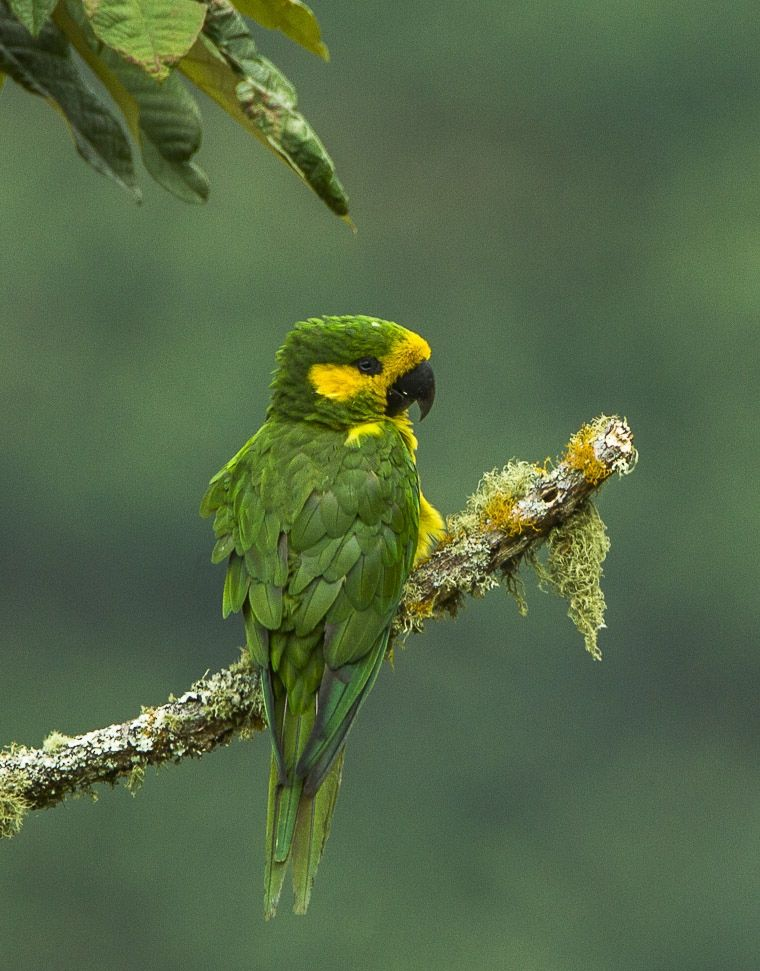
Kriticky ohrožený arara žlutouchý (Ognorhynchus icterotis)

## Taxonomie
Rod Ceroxylon je v rámci čeledi Arecaceae řazen do podčeledi Ceroxyloideae a tribu Ceroxyleae. Daný tribus obsahuje celkem 4 rody s výrazně disjunktním areálem na jižní polokouli. Monotypický rod Juania roste na Ostrovech Juana Fernándeze západně od Chile, rovněž monotypický rod Oraniopsis se vyskytuje v australském Queenslandu, 22 druhů rodu Ravenea roste na Madagaskaru a Komorských ostrovech.

## Význam
Voskoně byly v minulosti lokálním zdrojem vosku, který byl využíván zejména k výrobě svic a dokonce i vyvážen. Po 2. světové válce jej nahradil syntetický parafín a produkce ustala. V některých oblastech Peru je však využíván dodnes. Palmy se každoročně kácejí v období října a vyrobené svíce a pochodně jsou využívány při domorodých slavnostech.
Listy Ceroxylon quindiuense, Ceroxylon sasaimae a dalších druhů jsou v severoandských zemích ve velkém množství využívány k rituálním účelům při domorodých slavnostech. První z obou uvedených druhů je národním stromem Kolumbie. Občas jsou tyto palmy vysazovány ve stromořadích.
Bazální část mladých květenství je po uvaření jedlá, konzumovány jsou i plody Ceroxylon echinulatum a C. vogelianum. Plody voskoní se místně využívají i ke krmení domácích zvířat, zejména prasat. Dřevo slouží ke stavbě domů a ohrad. V Bolívii se používají listy Ceroxylon parvifrons jako krytina na střechy.